# Чегем (река)
Чеге́м (кабард.-черк. Шэджэм, карач.-балк. Чеге́м суу) — река в Чегемском районе Кабардино-Балкарской Республики. Длина — 103 километра, площадь бассейна — 931 км².

## Этимология
Название реки происходит от родоплеменного наименования балкарцев — чегем.

## Описание
Берёт начало из ледника Башиль, на северном склоне Главного Кавказского хребта к востоку от Эльбруса. В самом верховье, до слияния с рекой Гара-Аузусу, носит название — Башиль-Аузусу
Течёт в северо-восточном направлении, по Чегемскому ущелью. Выйдя на равнину, делится на две протоки, Чегем 1-й и Чегем 2-й, затем снова соединяется и впадает в Баксан. Чегем течёт очень быстро и бывает особенно многоводен в летние месяцы, в период наиболее сильного таяния снегов в горах.
Уклон реки более 30 м/км.
Часть русла реки (около 3 км) проходит в узком каньоне, главная достопримечательность на реке — каньон и Чегемские водопады. Однако самый большой (78 м) водопад Абай-Су расположен на притоке Башиль-Аузусу и менее известен туристам из-за труднодоступности.

## Данные водного реестра
По данным государственного водного реестра России относится к Западно-Каспийскому бассейновому округу, водохозяйственный участок реки — Баксан, без реки Черек. Речной бассейн реки — реки бассейна Каспийского моря междуречья Терека и Волги.
Код водного объекта в государственном водном реестре — 07020000712108200004796.

## Галерея

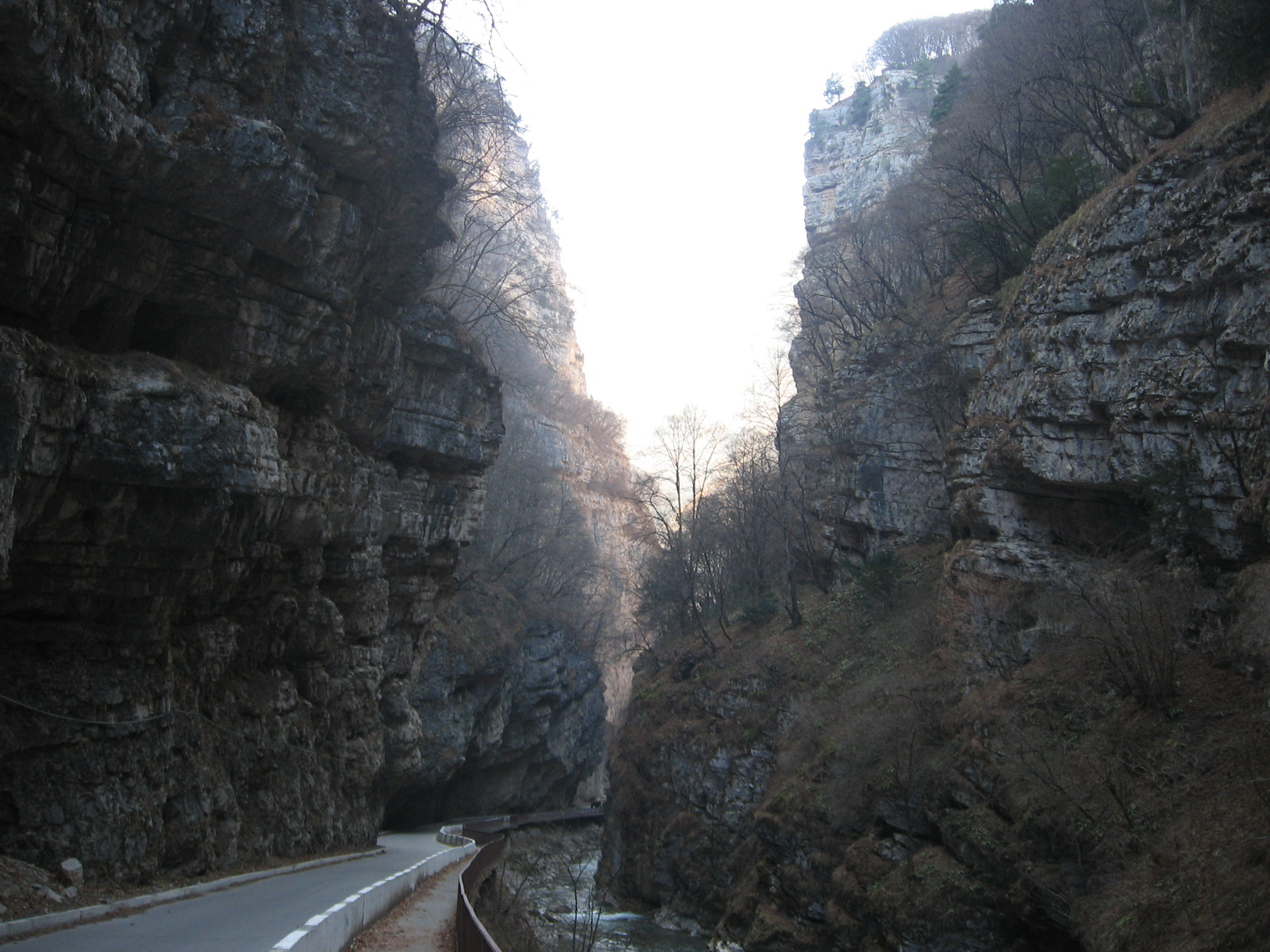
Теснина Чегема
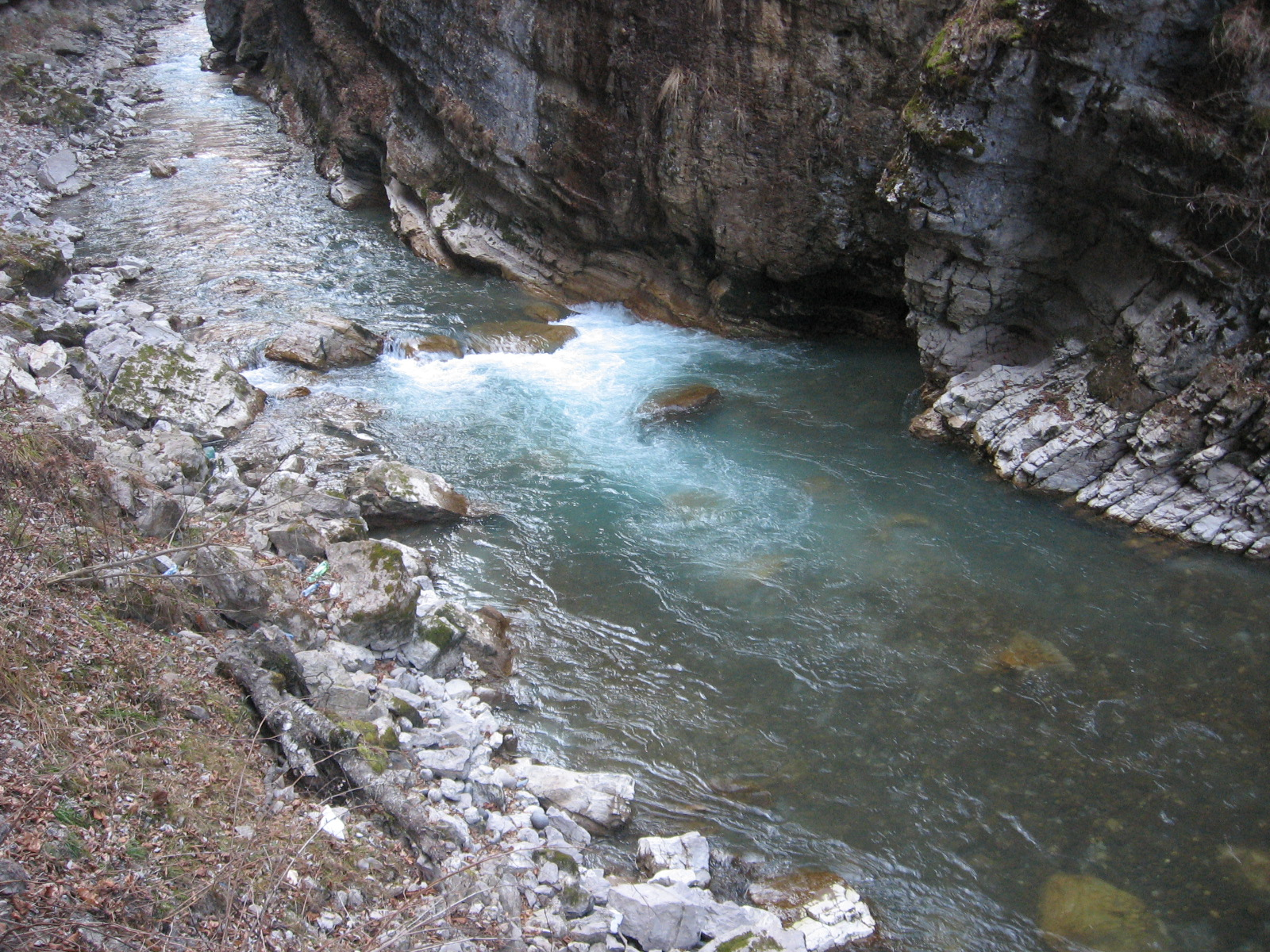
Цвет реки Чегем
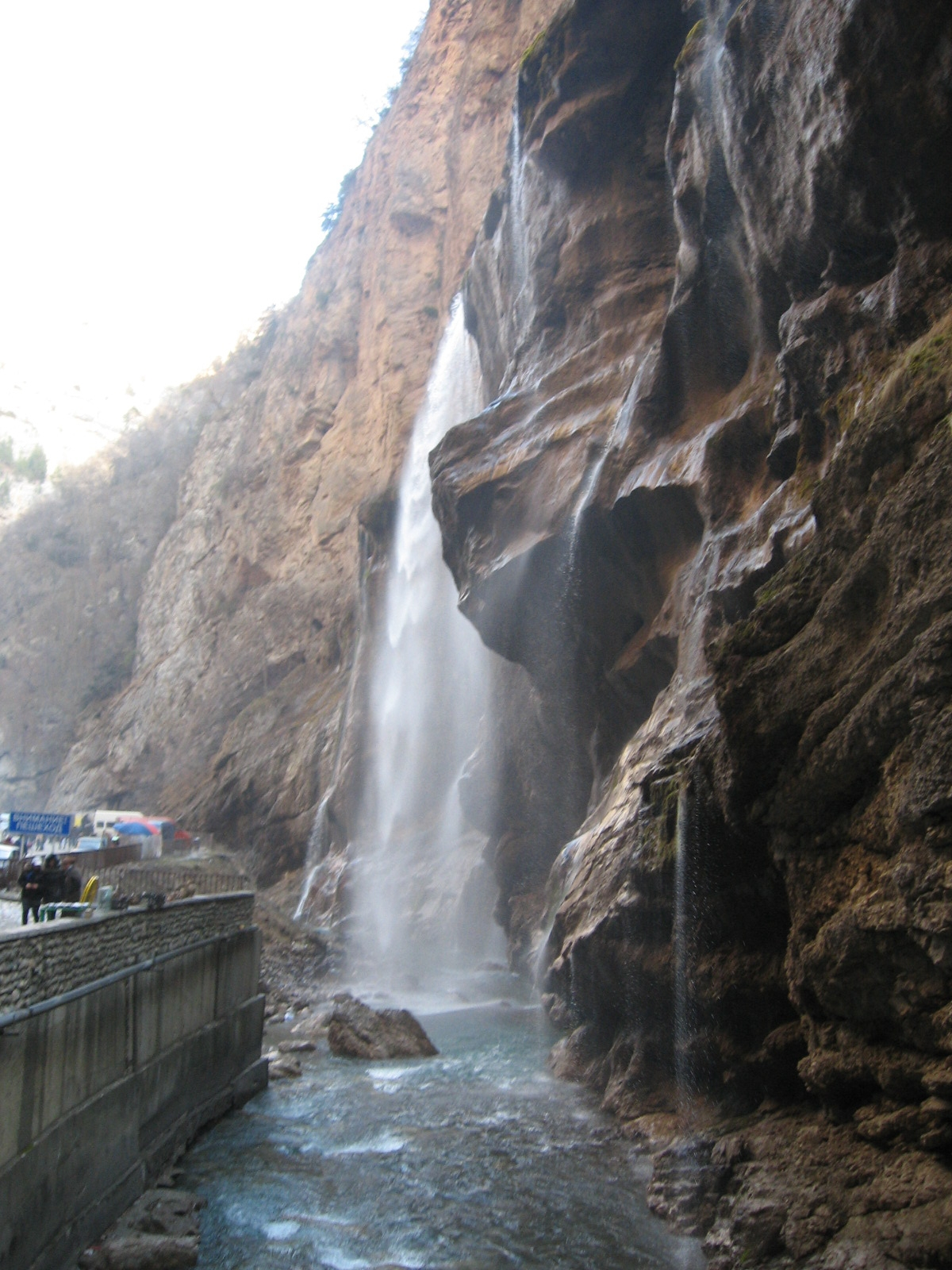
Чегемские водопады
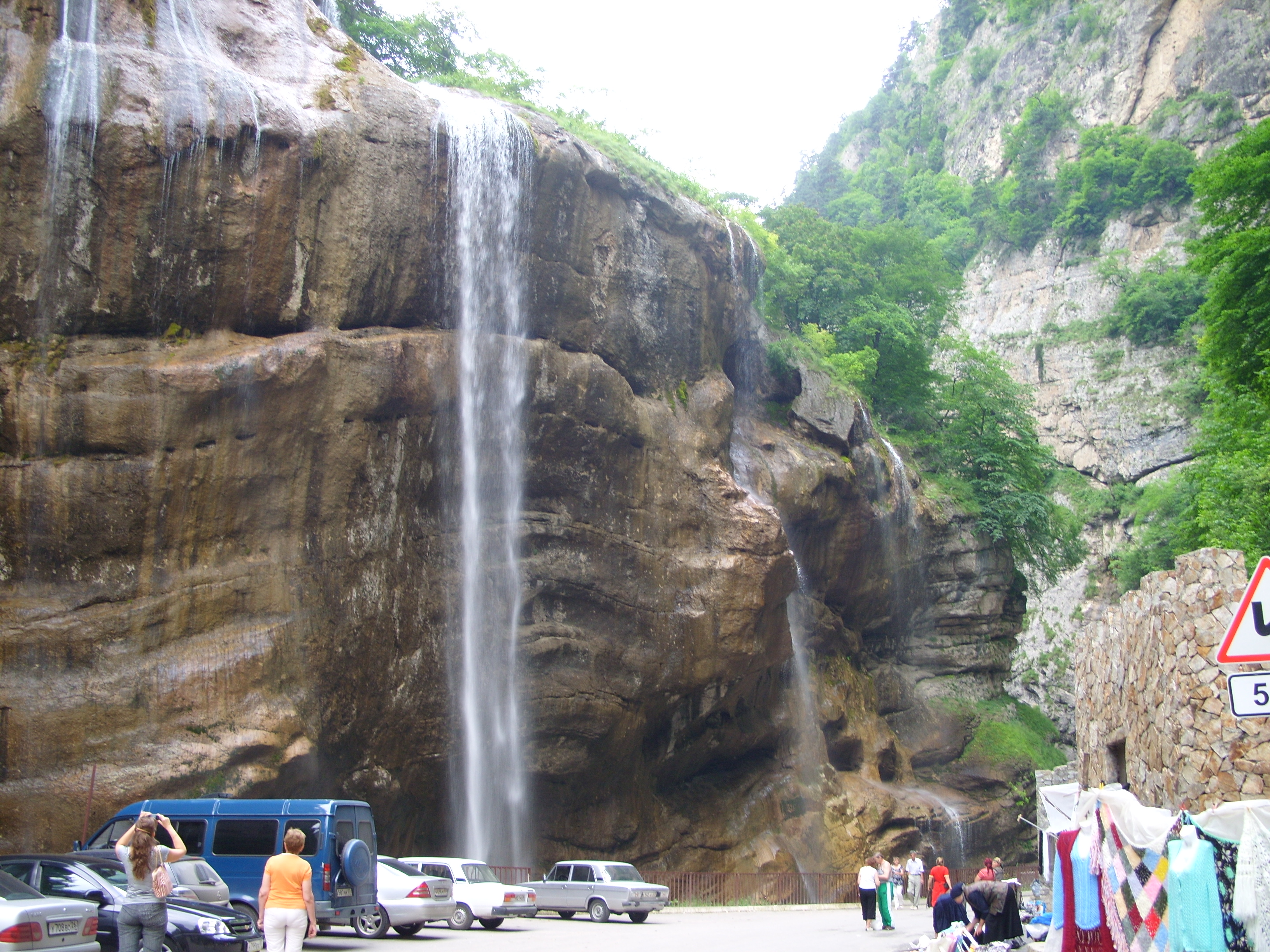
Чегемские водопады
- Чегемские водопады и река Чегем
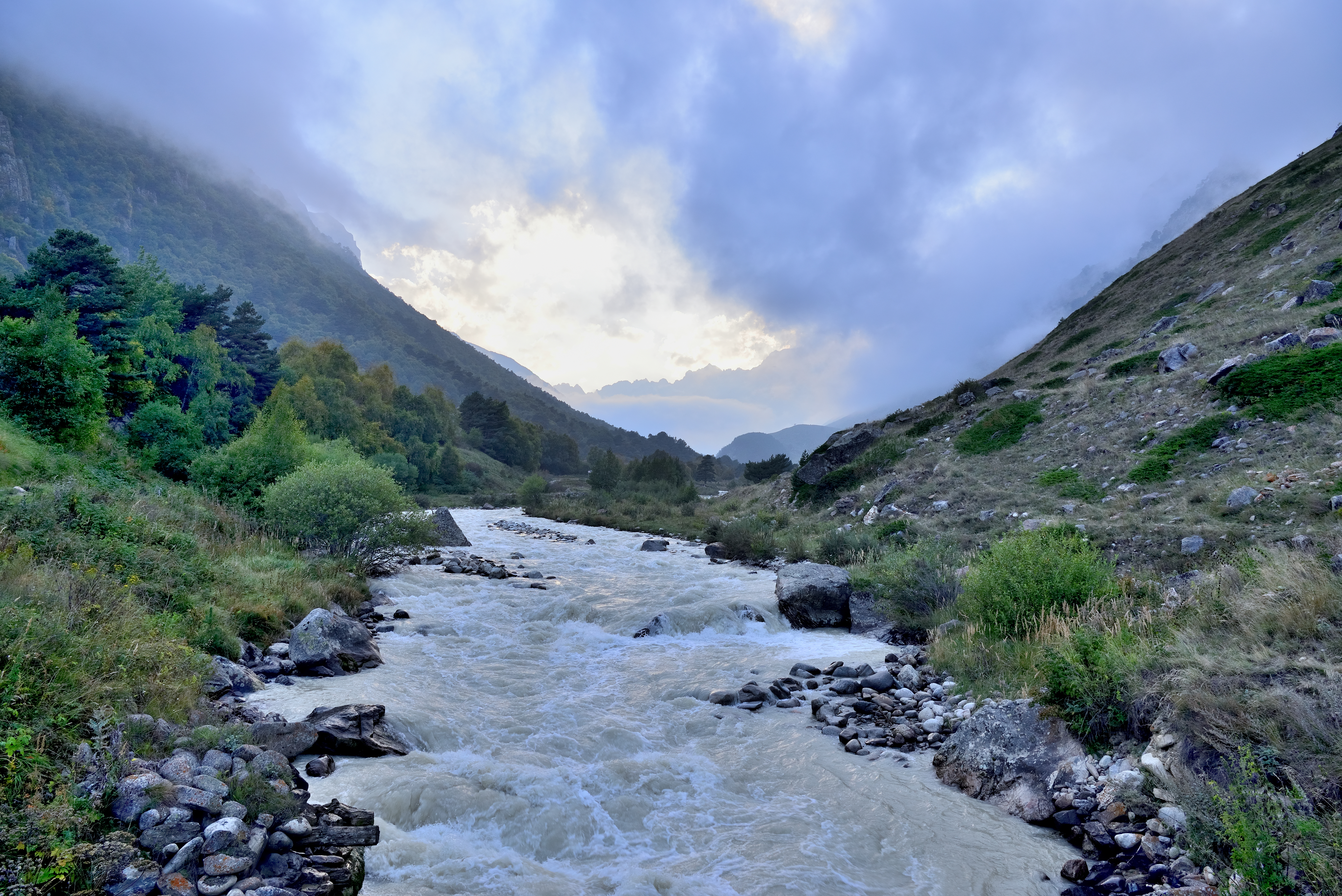
Ущелье (верховье Чегема) и река Башиль-Аузусу
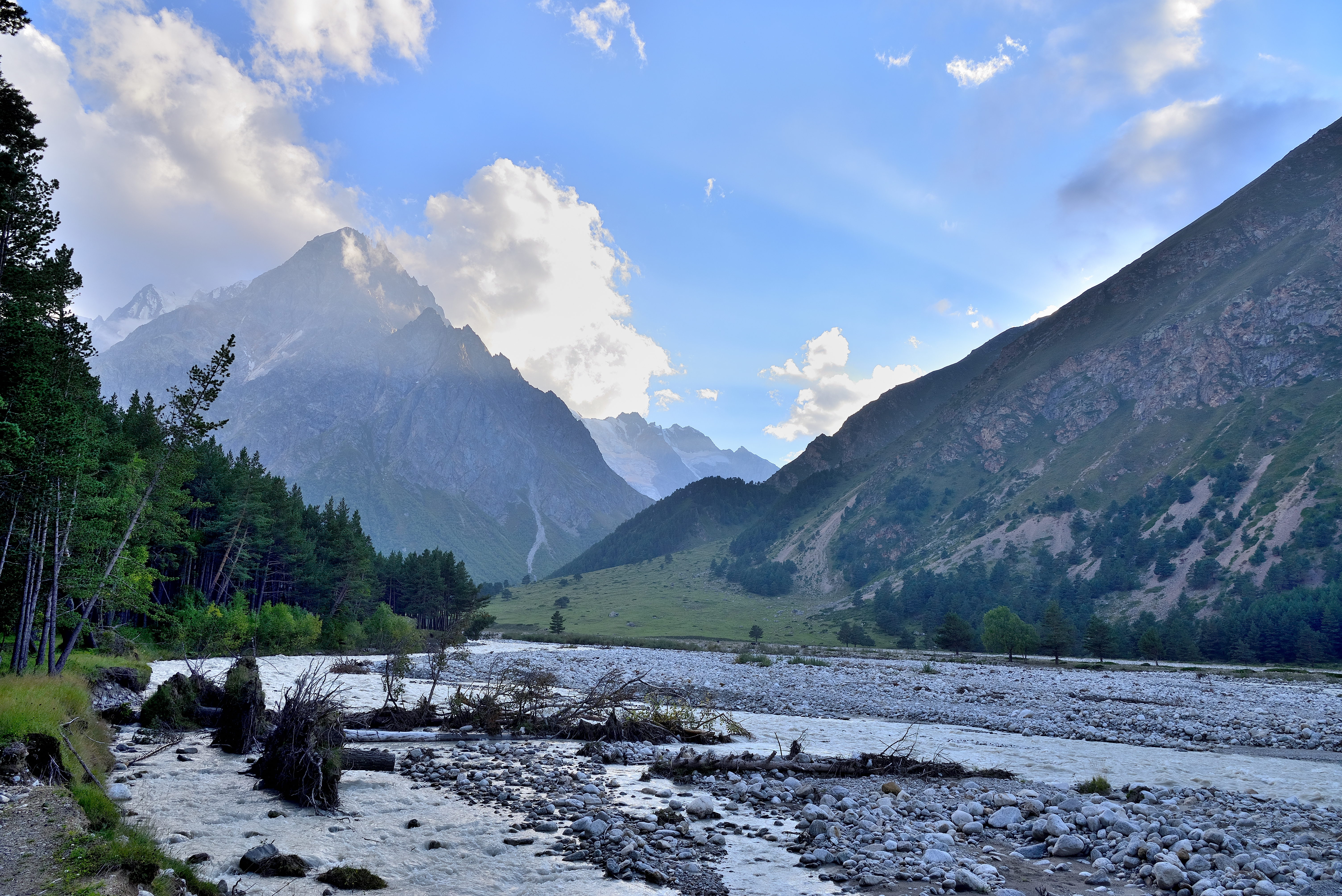
Ущелье и река Гара-Аузусу, приток Чегема
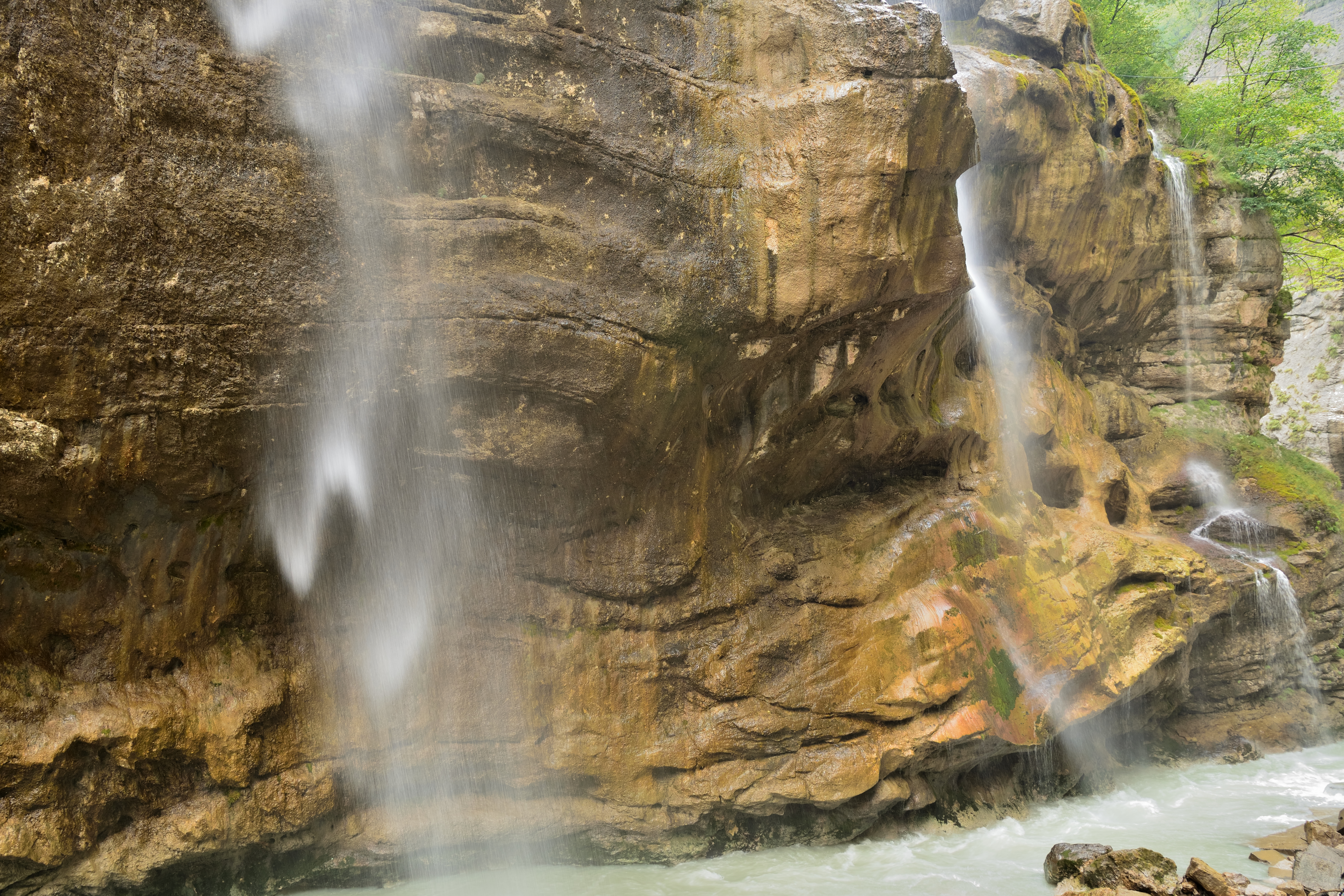
Боковой вид Чегемских водопадов